# Sadani (Mufindi)
Sadani ist ein Verwaltungsbezirk (englisch Ward) des Distrikts Mufindi in der tansanischen Region Iringa.

## Geografie
Sadani liegt im südlichen Hochland von Tansania etwa 35 Kilometer Luftlinie nordwestlich der Distrikthauptstadt Mafinga an der Grenze zur Region Mbeya. Der Bezirk grenzt im Norden an Mahuninga, im Osten an Igombavu, im Süden an Iklweha und im Westen an Madibira. Bei der Volkszählung 2022 lebten 9966 Menschen in 2569 Haushalten auf einer Fläche von 326 Quadratkilometern.

## Gliederung
Der Bezirk besteht aus fünf Gemeinden (swahili Mtaa) mit 21 Orten (Kitongoji):
| Utosi - Igula - Ipande - Mpwapwa - Ivangimale - Igelekesa - Mgalo | Tambalang'ombe - Mjimwema - Matalawe - Itengule - Wahe | Igomaa - Mapogoro - Kisiwani - Kinegembasi - Kilimahewa | Ihanzutwa - Changarawe - Ihagala - Igundamunyo | Kibada - Mavindi - Mpwapwa - Msosa - Lulanda |

## Wirtschaft und Infrastruktur
- Landwirtschaft: Im Bezirk werden rund 11.000 Hühner, 5000 Rinder und 1000 Ziegen gehalten.[8]
- Bildung: Im Bezirk liegen zwei weiterführende Schulen, die beide vom Staat betrieben werden.[9] Die Mgalo Secondary School ist eine Tagesschule mit einer Ausbildung bis zur 4. Stufe[10], die Sadani Secondary School bildet Tages- und Internatsschüler bis zur 6. Stufe aus.[11]
- Gesundheit: In Sadani gibt es ein öffentliches Gesundheitszentrum,[12] eine private[13] und zwei öffentliche Apotheken.[14][15]